# Křídla Vánoc
Křídla Vánoc je český film režisérky Karin Babinské z roku 2013. Mělo by se jednat o vánoční příběh z nákupního centra, kde se setkávají čtyři hlavní hrdinové: optik Tomáš (Richard Krajčo), balička dárků Nina (Éva Vica Kerekes), manažer prodeje Ráďa (David Novotný) a mladý herec, který si přivydělává v převleku za zajíce rozdávajícího dárky (Jakub Prachař). Dále by ve filmu měli hrát Vanda Hybnerová, Lenka Vlasáková, Viktor Preiss, Vilma Cibulková, Zdena Hadrbolcová, Stanislav Zindulka, Milena Steinmasslová, Zdeněk Bařinka, Petr Kocourek, Lukáš Křišťan.
Film byl s 237 042 diváky pátým nejnavštěvovanějším českým filmem roku 2013 v kinech v Česku. Na festivalu Finále Plzeň byl oceněn diváckou cenou a Richard Krajčo získal v diváckém hlasování cenu za nejlepší herecký výkon.

## Výroba
Film se natáčel od 10. prosince 2012 do března 2013 v Praze a v Liberci. Natáčení probíhalo i v extrémních podmínkách, např. 17stupňovém mrazu.

## Obsazení
| Richard Krajčo   | Tomáš |
| Éva Vica Kerekes | Nina  |
| David Novotný    | Ráďa  |
| Jakub Prachař    | Zajíc |

## Recenze
- František Fuka, FFFilm 7. listopadu 2013
- Mirka Spáčilová, iDNES.cz 10. listopadu 2013
- Václav Rybář, MovieZone.cz 18. listopadu 2013